# Abu Hajjan at-Tauhidi
Abu Hajjan at-Tauhidi (arab. ‏أبو حيان التوحيدي‎, ur. 923 zm. 1020 w Bagdadzie lub 1023) – wybitny literat i myśliciel arabski z Bagdadu epoki Abbasydów. Działał m.in. na dworach wezyrów bujjidzkich. W swoich dziełach, odznaczających się przejrzystym i nieskażonym zbytnią ozdobnością stylem, przekazał obraz dyskusji literackich i filozoficznych, w których aktywnie uczestniczył.

## Tło twórczości
X wiek był w świecie arabsko-muzułmańskim okresem intensywnego życia literackiego i filozoficznego. Jednak postać At-Tauhidiego należy do tych wybitnych klasyków kultury arabskiej, po których literatura arabska, a dokładniej mówiąc twórczość oryginalna, chyli się powoli ku upadkowi.
At-Tauhidi studiował u wybitnych filologów, filozofów i prawników. Nie miał łatwego życia: nie mogąc znaleźć mecenasa, przenosił się z jednego dworu na drugi i doświadczał nędzy. Działał w Persji na dworze bujjidzkim w Ar-Rajju, gdzie toczył spory z wezyrami literatami Ibn al-Amidem i As-Sahibem Ibn Abbadem, oraz w Bagdadzie.

## Dzieła
At-Tauhidi zostawił po sobie wiele dzieł, do niedawna były jednak zapomniane. Średniowieczny literat Jakut al-Hamawi w swoim Słowniku pisarzy cytuje ich 17. Najważniejsze z nich to:
- Al-Mukabasat (المقابسات, Posiedzenia naukowe), przegląd zagadnień filozoficznych dyskutowanych w owym czasie w kołach intelektualistów Bagdadu, związanych z filozofią grecką[7].
- Kitab al-imta wa-al-mu'anasa (كتاب الإمتاع والمؤانسة, Księga [dostarczająca] przyjemności i przyjaźni), sprawozdanie z trwających 40 wieczorów dyskusji literackich toczonych pod patronatem wezyra Ibn al-Arida. Wiele miejsca poświęca się w nim ezoterycznemu stowarzyszeniu Braci Czystości (arab. Ichwan as-Safa)[7], do którego być może należał At-Tauhidi[8].
- As-Sadaka wa-as-Sadik (الصداقة والصديق, O przyjaźni i przyjacielu).
- Al-Iszarat al-ilahijja (الإشارات الإلهية, Wskazania boskie), utwór o treści religijnej zawierający żarliwe modlitwy i homilie[8].
- Masalib al-wazirajn (مثالب الوزيرين, Wady dwóch wezyrów) złośliwa satyra wymierzona w dwóch wezyrów na służbie Bujjidów a zarazem literatów: Ibn al-Amida i As-Sahiba Ibn Abbada, w której autor przedstawia niepochlebne wiadomości o nich i wykpiwające ich anegdoty[2].
- Al-Basa'ir wa-az-zacha'ir (البصائر والذخائر, Spojrzenia przenikliwe i skarby [myśli]), obszerna antologia adabowa, obejmująca 10 tomów, z których zachowały się tylko niektóre[8].
- Takriz al-Dżahiz (تقريظ الجاحظ, Pochwała Dżahiza), rozprawa na temat Al-Dżahiza, arabskiego mistrza pióra, którego At-Tauhidi był wielbicielem[8].

## Styl
At-Tauhidi pisał w jasnym, opanowanym stylu, unikając sztuczności i ozdobności. Pod tym względem jest on jednym z niewielu wyjątków (innym wybitnym wyjątkiem jest Andaluzyjczyk Ibn Hazm): większość współczesnych mu tworzyła bowiem w prozie rymowanej (sadż) pełnej ozdobników, a pisanie swoich dzieł w prostszym stylu uznałaby za ujmę.
Narracja w dziełach At-Tauhidiego, z których większość to sprawozdania z dyskusji literacko-filozoficznych, zwykle nie jest odautorska, lecz dokonywana przez któregoś z ich uczestników. Na przykład w Al-Mukabasat uczestnikiem tym jest jego bezpośredni mistrz Abu Sulajman as-Sidżistani.